# Un minuto a mezzanotte (film)
Un minuto a mezzanotte (3615 Code Père Noël) è un film del 1990 diretto da René Manzor.

## Trama
Thomas de Fremot, un bambino di 9 anni, orfano di padre, che vive con la madre e con l'amatissimo nonno (che egli chiama Papy) in un castello vicino a Parigi. Egli è un piccolo genio, che sa riparare il motore di un'auto, o impiantare in casa la televisione a circuito chiuso. Poiché adora i supereroi ha trasformato il castello di famiglia in terreno di combattimento per i giochi di guerra. Credendo ancora all'esistenza di Babbo Natale (motivo per cui i suoi amici si burlano di lui) Thomas, ormai assalito da qualche dubbio, ha deciso di mettere la notte di Natale in funzione le telecamere installate in tutto il castello, in modo da riprendere il meraviglioso portatore di doni. La madre Julie, direttrice a Parigi in un grande magazzino si trattiene a lavorare fin tardi proprio nella notte di Natale, ed ha appena licenziato uno dei "Babbi Natale" scritturati per l'occasione. Questi, che è uno psicopatico assassino, riuscito a raggiungere il castello scende dal camino ancora in costume e Thomas lo crede il vero Babbo Natale, finché non gli vede sgozzare il suo amato cagnolino. Da questo momento, nel castello isolato sotto la neve, in cui l'assassino ha subito tagliato i fili del telefono, comincia una lotta tra Thomas e lo psicopatico. Presto Thomas è ferito ad una gamba, ma egli riesce anche a salvare il nonno, colpito da un coma diabetico, facendogli la necessaria iniezione di insulina, poco dopo questi spara al maniaco, uccidendolo, salvando a sua volta il nipote. Quando i soccorsi arrivano al castello, tutto è finito, e Thomas dice alla mamma, che lo abbraccia felice, che egli ha saputo sconfiggere l'assassino e proteggere Papy.